# Christina Scherwin
Christina Illum Scherwin (Viborg, 11 juli 1976) is een Deense voormalige speerwerpster. Ze is Deens recordhoudster in deze discipline. Ze werd hierin zevenvoudig nationaal kampioene, nationaal recordhoudster en nam tweemaal deel aan de Olympische Spelen. Hiernaast was ze een sterk atlete op het onderdeel kogelstoten, getuige haar zes nationale titels, waarvan één indoor, op dit onderdeel.

## Biografie
In 2004 nam Scherwin deel aan de Olympische Spelen van Athene. Hierbij sneuvelde ze in de kwalificatieronde met een beste poging van 56,86 m. In het jaar erop behaalde ze op zowel de wereldkampioenschappen in Helsinki als de wereldatletiekfinale wel de finale, maar won hierbij geen medailles. In 2006 won ze de IAAF Grand Prix-wedstrijd in Yokohama met 62,68.
Wegens een schouderblessure en een vermeende dopingzaak kon ze niet meedoen aan de WK 2007 in Osaka. Op 1 september 2007 werd ze voor twee jaar gekozen in de atletencommissie van de IAAF. Ook de tot Nederlandse genaturaliseerde Lornah Kiplagat werd als lid van deze commissie benoemd.
Op de Olympische Spelen van 2008 in Peking vertegenwoordigde Scherwin Denemarken voor de tweede maal. Ze kwam bij het speerwerpen niet verder dan de kwalificatieronde, waarin ze als 24e eindigde met een worp van 53,95. Geplaagd door blessures beëindigde Scherwin na deze Spelen haar atletiekloopbaan. 
Scherwin was aangesloten bij Idrætsforeningen Sparta in Kopenhagen.

## Titels
- Deens kampioene speerwerpen - 2000, 2002, 2003, 2004, 2005, 2006, 2008
- Deens kampioen kogelstoten - 2002, 2003, 2005, 2006, 2008
- Deens indoorkampioene kogelstoten - 2000
- Deens kampioene Weight Quadrathlon - 2003

## Persoonlijke records
Outdoor
| Onderdeel      | Prestatie    | Datum            | Plaats    |
| -------------- | ------------ | ---------------- | --------- |
| kogelstoten    | 15,24 m      | 14 mei 2006      | La Jolla  |
| discuswerpen   | 42,56 m      | 2003             |           |
| kogelslingeren | 31,55 m      | 16 augustus 2003 | Holte     |
| speerwerpen    | 64,83 m (NR) | 9 september 2006 | Stuttgart |

Indoor
| Onderdeel   | Prestatie | Datum           | Plaats     |
| ----------- | --------- | --------------- | ---------- |
| kogelstoten | 14,86 m   | 4 februari 2006 | Northridge |

## Palmares

### kogelstoten
- 2006:  Europacup - 14,68 m

### speerwerpen
- 2005: 4e WK - 63,43 m
- 2005: 6e Wereldatletiekfinale - 60,19 m
- 2006:  Europacup - 61,04 m
- 2006: 5e EK - 61,81 m
- 2006:  Wereldatletiekfinale - 64,83 m